# Brsjacy
Brsjacy, Berzitowie, Berzetowie, Berzite, Werzyci, Werzitowie – plemię słowiańskie zamieszkujące tereny rozciągające się od dwóch wielkich jezior macedońskich: Prespańskiego i Ochrydzkiego aż do miasta Veles nad Wardarem, przez Greków zwane Berzitią.

## Nazwa
Źródła bizantyńskie używają na określenie Brsjaków nazwy Βερζηται (Werzetai), a kraj przez nich zamieszkany nazywają Βερζιτία (Werzitia) lub Βερζητία (Werzetia). Nazwę część uczonych wywodzi od słowiańskiego bŕz-, wedle innych (Vasamer) stanowi przekształcenie greckiego Βελζητία (Welzetia). Jest prawdopodobne, że nazwa Brsjaków utrzymała się do dziś w etnicznej nazwie Brosjaci, określającej lud zamieszkujący obszar od Ochrydy i Bitoli przez Prilep, Kiczewo i Kruszewo do Welesu nad dolnym Wardarem.

## Pojawienie się Brsjaków
Brsjacy pojawili się w Macedonii na początku VII wieku w ramach wielkiego exodusu sklawińskiego na ziemie Cesarstwa Bizantyjskiego, wypierając miejscową ludność iliryjską w Góry Albańskie. W latach 609–615 Słowianie zasiedlili prawie cały Półwysep Bałkański i znaczną część Grecji. Około 615 roku Brsjacy wspólnie z Sagudatami, Rynchynami, Draguwitami, Wajunitami i Welegezytami spustoszyli rozległe obszary Iliricum i bezskutecznie oblegli Tesalonikę. Brsjacy zajęli tereny Macedonii Wardarskiej, łącznie z wybrzeżami Jeziora Prespańskiego i Ochrydzkiego. Na zajętych terenach nie stworzyli własnego organizmu politycznego, żyjąc w ramach luźnych struktur plemiennych.

## Kontrofensywa bizantyńska
Na przeszkodzie dalszej konsolidacji Słowian macedońskich i utworzeniu własnego państwa słowiańskiego stanęła kontrofensywa cesarzy bizantyńskich. Po przezwyciężeniu kryzysu, w 658 roku Konstans II najechał Sklawinie macedońskie, zmuszając również Brsjaków do uznania swego zwierzchnictwa. W 758 roku cesarz Konstantyn V ujarzmił Słowian w Macedonii, a pozostałych podporządkował swej władzy. W 774 roku wyprawę na Berzitię podjął chan bułgarski Telerig z zamiarem przesiedlenia plemienia Brsjaków na tereny Bułgarii dotkniętej poważnym kryzysem demograficznym. Powiadomiony o planach bułgarskich Konstantyn V rozbił zmierzającą do Macedonii armię Bułgarów.
Z początkiem IX wieku Bizancjum na tyle umocniło swoje panowanie nad terenami zamieszkanymi przez Brsjaków, że włączyło je do nowo utworzonego temu Dyrrachium, narzucając Brsjakom w miejsce wodza plemiennego namiestnika cesarskiego zwanego archontem. Ostatecznie długoletnie współzawodnictwo o panowanie nad Macedonią zostało w latach czterdziestych IX wieku zakończone podziałem stref wpływów. Zachodnia Macedonia znalazła się pod panowaniem bułgarskim. Z ziem zamieszkanych przez Brsjaków chan Presjan lub jego następca utworzyli prowincję Kutmiczewicę. Postępująca chrystianizacja, prowadzona z wielkim rozmachem przez uczniów świętego Metodego: Klemensa i Nauma oraz napływ elementu słowiańskiego z Bułgarii, doprowadziły w następnych dziesięcioleciach do zniknięcia odrębnego plemienia Berzitów.
Według Witczaka „Geograf Bawarski” pod nazwą Fresiti (= Berziti) wymienia jakiś północny, wschodnioruski odłam Brsjaków, który pozostał w pierwotnych siedzibach i nie uczestniczył w wędrówce na południe.